# Brachystegia glaberrima
Brachystegia glaberrima R.E.Fries è una pianta della famiglia delle Fabacee (sottofamiglia Detarioideae), nativa dell'Africa.

## Distribuzione e habitat
Questa specie è segnalata in Tanzania, Zambia, Zaïre.